# Giro d'Italia 1975
Il Giro d'Italia 1975, cinquantottesima edizione della Corsa Rosa, si svolse in ventuno tappe dal 17 maggio al 7 giugno 1975, per un percorso totale di 3 948 km. La vittoria fu appannaggio dell'italiano Fausto Bertoglio, che completò il percorso in 111h31'24", precedendo lo spagnolo Francisco Galdós e il connazionale Felice Gimondi. 
Per la prima volta il Giro si concluse con un arrivo in salita, al Passo dello Stelvio, dove lo spagnolo Galdós vinse ma non riuscì a staccare Bertoglio, che arrivò poco dietro e si aggiudicò la vittoria finale. Battaglin, in maglia rosa, crollò nella cronoscalata del Ciocco. Il belga Roger De Vlaeminck si impose in ben sette tappe.
Il direttore Vincenzo Torriani aveva disegnato il percorso della gara in maniera tale da agevolare il promettente ventunenne Gianbattista Baronchelli, che al Giro dell'anno precedente era stato capace di staccare in salita Eddy Merckx, concludendo poi secondo nella generale. Tuttavia Baronchelli in questa edizione non brillò e giunse soltanto decimo in generale, a quasi 15' di ritardo da Bertoglio.
Venne trasmesso alla radio dal Primo Programma.

## Regolamento

### Maglie e classifiche
il regolamento quell'anno prevedeva 3 maglie: la maglia rosa (come sempre per il migliore in classifica), la maglia ciclamino (leader della classifica a punti), e la maglia verde (leader della classifica scalatori).

### Abbuoni
Il regolamento di quell'edizione non prevedeva alcun tipo di abbuoni.

## Tappe
| Tappa  | Data      | Percorso                                              | km    | Vincitore di tappa      | Leader cl. generale |
| ------ | --------- | ----------------------------------------------------- | ----- | ----------------------- | ------------------- |
| 1ª     | 17 maggio | Milano > Fiorano Modenese                             | 177   | Knut Knudsen            | Knut Knudsen        |
| 2ª     | 18 maggio | Modena > Ancona                                       | 249   | Patrick Sercu           | Knut Knudsen        |
| 3ª     | 19 maggio | Ancona > Prati di Tivo                                | 175   | Giovanni Battaglin      | Giovanni Battaglin  |
| 4ª     | 20 maggio | Teramo > Campobasso                                   | 258   | Roger De Vlaeminck      | Francisco Galdós    |
| 5ª     | 21 maggio | Campobasso > Bari                                     | 224   | Rik Van Linden          | Francisco Galdós    |
| 6ª     | 22 maggio | Bari > Castrovillari                                  | 213   | Roger De Vlaeminck      | Francisco Galdós    |
| 7ª-1ª  | 23 maggio | Castrovillari > Padula                                | 123   | Domingo Perurena        | Francisco Galdós    |
| 7ª-2ª  | 23 maggio | Padula > Potenza                                      | 80    | Roger De Vlaeminck      | Francisco Galdós    |
| 8ª     | 24 maggio | Potenza > Sorrento                                    | 220   | Marcello Osler          | Francisco Galdós    |
| 9ª     | 25 maggio | Sorrento > Frosinone                                  | 222   | Enrico Paolini          | Francisco Galdós    |
| 10ª    | 26 maggio | Frosinone > Tivoli                                    | 176   | Roger De Vlaeminck      | Francisco Galdós    |
| 11ª    | 27 maggio | Roma > Orvieto                                        | 158   | Roger De Vlaeminck      | Francisco Galdós    |
| 12ª    | 28 maggio | Chianciano Terme > Forte dei Marmi                    | 232   | Patrick Sercu           | Francisco Galdós    |
| 13ª    | 29 maggio | Forte dei Marmi > Forte dei Marmi (cron. individuale) | 38    | Giovanni Battaglin      | Giovanni Battaglin  |
|        | 30 maggio | giorno di riposo                                      |       |                         |                     |
| 14ª    | 31 maggio | Il Ciocco > Il Ciocco (cron. individuale)             | 13    | Fausto Bertoglio        | Fausto Bertoglio    |
| 15ª    | 1º giugno | Il Ciocco > Arenzano                                  | 203   | Franco Bitossi          | Fausto Bertoglio    |
| 16ª    | 2 giugno  | Arenzano > Orta San Giulio                            | 193   | Fabrizio Fabbri         | Fausto Bertoglio    |
| 17ª-1ª | 3 giugno  | Omegna > Pontoglio                                    | 167   | Patrick Sercu           | Fausto Bertoglio    |
| 17ª-2ª | 3 giugno  | Pontoglio > Monte Maddalena                           | 46    | Wladimiro Panizza       | Fausto Bertoglio    |
| 18ª    | 4 giugno  | Brescia > Baselga di Piné                             | 223   | Roger De Vlaeminck      | Fausto Bertoglio    |
| 19ª    | 5 giugno  | Baselga di Piné > Pordenone                           | 175   | Martín Emilio Rodríguez | Fausto Bertoglio    |
| 20ª    | 6 giugno  | Pordenone > Alleghe                                   | 197   | Roger De Vlaeminck      | Fausto Bertoglio    |
| 21ª    | 7 giugno  | Alleghe > Passo dello Stelvio                         | 186   | Francisco Galdós        | Fausto Bertoglio    |
| Totale | Totale    | Totale                                                | 3 948 |                         |                     |

## Squadre e corridori partecipanti
| N.    | Cod. | Squadra            |
| ----- | ---- | ------------------ |
| 11-20 | BIA  | Bianchi-Campagnolo |
| 21-30 | BRO  | Brooklyn           |
| 31-40 | VIB  | Furzi-F.T.         |
| 41-50 | FRI  | Frisol-GBC         |
| 51-60 | JOL  | Jollj Ceramica     |

| N.     | Cod. | Squadra       |
| ------ | ---- | ------------- |
| 61-70  | KAS  | KAS-Kaskol    |
| 71-80  | MAG  | Magniflex     |
| 81-90  | SCI  | Scic          |
| 91-100 | ZON  | Zonca-Santini |

## Classifiche finali

### Classifica generale - Maglia rosa
| Pos. | Corridore                | Squadra    | Tempo      |
| ---- | ------------------------ | ---------- | ---------- |
| 1    | Fausto Bertoglio         | Jollj C.   | 111h31'24" |
| 2    | Francisco Galdós         | KAS-Kaskol | a 41"      |
| 3    | Felice Gimondi           | Bianchi    | a 6'18"    |
| 4    | Roger De Vlaeminck       | Brooklyn   | a 7'39"    |
| 5    | Giuseppe Perletto        | Magniflex  | a 8'00"    |
| 6    | Wladimiro Panizza        | Brooklyn   | a 8'13"    |
| 7    | Walter Riccomi           | Scic       | a 10'32"   |
| 8    | Costantino Conti         | Furzi-F.T. | a 13'40"   |
| 9    | Miguel María Lasa        | KAS-Kaskol | a 14'48"   |
| 10   | Gianbattista Baronchelli | Scic       | s.t.       |

### Classifica a punti - Maglia ciclamino
| Pos. | Corridore          | Squadra  | Tempo |
| ---- | ------------------ | -------- | ----- |
| 1    | Roger De Vlaeminck | Brooklyn | 346   |
| 2    | Fausto Bertoglio   | Jollj C. | 159   |
| 3    | Felice Gimondi     | Bianchi  | 154   |
| 4    | Patrick Sercu      | Brooklyn | 148   |
| 5    | Luciano Borgognoni | Zonca    | 123   |

### Classifica scalatori - Maglia verde
| Pos.         | Corridore          | Squadra    | Tempo |
| ------------ | ------------------ | ---------- | ----- |
| 1            | Francisco Galdós   | KAS-Kaskol | 300   |
| Andrés Oliva | KAS-Kaskol         | 300        |       |
| 3            | Fausto Bertoglio   | Jollj C.   | 240   |
| 4            | Giancarlo Polidori | Furzi-F.T. | 150   |
| 5            | Roger De Vlaeminck | Brooklyn   | 130   |